# Christiane Henriette de Zweibrücken
Christiane Henriette de Palatinate-Zweibrücken-Birkenfeld (16 noiembrie 1725, Ribeauvillé – 11 februarie 1816, Arolsen) a fost contesă palatină de Zweibrücken-Birkenfeld prin naștere și prințesă de Waldeck-Pyrmont prin căsătorie.

## Biografie
Christiane Henriette a fost fiica cea mică a contelui palatin și duce Christian al III-lea de Zweibrücken (1674–1835) și a contesei Caroline de Nassau-Saarbrücken (1704–1874). Christiane Henriette a fost sora lui Christian al IV-lea, Conte Palatin de Zweibrücken, a lui Friedrich Michael de Zweibrücken și a Carolinei de Zweibrücken căsătorită cu Landgraful Ludovic al IX-lea de Hessa-Darmstadt. Christiane Henriette a fost mătușa primului rege bavarez Maximilian I.
S-a căsătorit la 19 august 1741 la Zweibrücken cu Karl August, Prinț de Waldeck și Pyrmont (1704–1763). După decesul soțului ei în 1763, ea a devenit regentă a principatului și tutore pentru fiul ei cel mare din 1764 până în 1766.
În anii 1764-1778, noul castel de la Arolsen a fost construit pentru ea de Franz Friedrich Rothweil.
Christiane Henriette a fost considerată extrem de educată în arte și științe. Ea a fost un prieten apropiat al antropologul Johann Friedrich Blumenbach.  Christiane a colectat o bibliotecă cuprinzătoare, care prin 1788 a inclus aproximativ 6.000 de volume și în castelul ei de la Arolsen, ea a menținut o colecție de artă și istorie naturală. 
Când a murit a lăsat în urmă datorii considerabile, motiv pentru care părți ale colecției ei de artă și din bibliotecă au trebuit să fie scoase la licitație în 1820.
Christiane Henriette a murit în 1816 la vârsta de 90 de ani și a fost înmormântată în parcul castelului de la Arolsen.

### Copii
Din căsătoria cu Karl August, Christiane Henriette a avut următorii copii:
- Karl (1742–1756)
- Friedrich (1743–1812), Prinț de Waldeck și Pyrmont
- Christian (1744–1798), general portughez
- George I (1747–1813), Prinț de Waldeck și Pyrmont; s-a căsătorit în 1784 cu prințesa Auguste de Schwarzburg-Sondershausen (1768-1849)
- Caroline Louise (1748–1782); s-a căsătorit în 1765 cu Peter von Biron, Duce de Courland (1724-1800); au divorțat în 1772.
- Louise (1751–1816); s-a căsătorit în 1775 cu ducele Frederic Augustus de Nassau-Usingen (1738-1816)
- Louis (1752–1793), general olandez, ucis în bătălie